# SCPC
Per SCPC, acronimo di single channel per carrier, si intende nel linguaggio delle telecomunicazioni la modalità di trasmissione di dati di un singolo segnale ad una data frequenza ed ampiezza di banda.
Più di frequente è usato per quanto riguarda i satelliti televisivi, per indicare che le stazioni radio non sono multiplexati come subcarrier in un singolo carrier video, bensì utilizzano indipendentemente un trasponder. Tale modalità di trasmissione può essere utilizzata anche in altri tipi di satelliti, o in trasmissioni non satellitari.

## Descrizione
In un sistema SCPC la banda satellitare è dedicata ad una singola sorgente. Questo ha senso se si tratta ad esempio di un satellite radio, che trasmette continuamente, ma nel caso di trasmissioni burst come ad esempio internet satellitare o telemetria è preferibile l'uso di altri sistemi, poiché l'utente deve pagare la stessa banda satellitare anche se non la usa. Molti usano l'SCPC invece della TDMA poiché garantisce una bandwidth senza restrizioni; più tuttavia quest'ultima si va a perfezionare, più le applicazioni del SCPC subiscono una grossa frenata.
I principali vantaggi sono i seguenti:
- Tecnologia semplice ed affidabile
- Apparecchiature a basso costo
- Qualsiasi bandwidth (fino ad un intero trasponder) (usualmente dell'ordine di 64 kbit/s - 2 Mbit/s)
- è facile l'aggiunta di nuovi siti di ricezione (Earth Station)

I principali svantaggi:
- Uso inefficiente della bandwidth satellitare per le trasmissioni di tipo burst, specialmente nel caso di trasmissioni a pacchetto di dati.
- Richiede solitamente un controllo on-site
- Quando usata in luoghi lontani la parabola di trasmissione deve essere protetta.
- Un riflettore parabolico fuori allineamento può costare multe fino a 1100$/minuto (dato agg. 1993) inflitte dal gestore del satellite.